# شهرستان نوواوزنسکی
شهرستان نوواوزنسکی (به لاتین: Novouzensky District) یک شهرستان در روسیه است که در استان ساراتوف واقع شده‌است.